# Will.i.am music
will.i.am music (с 2010 года, изначально — will.i.am music group) — карманный лейбл, основанный в 1998 году лидером группы Black Eyed Peas, рэпером и продюсером will.i.am'ом. В 2006 году вошёл в состав лейбла «A&M Records». Однако, после перехода will.i.am и певицы Фёрги в «Interscope», «will.i.am music» также стал частью лейбла «Interscope Records».

## Артисты лейбла
Список исполнителей, записывавшихся и сотрудничавших с лейблом:
- The Black Eyed Peas[1]
- Fergie[1]
- Macy Gray[1]
- Sérgio Mendes[1]
- Kelis[2]
- LMFAO[3]
- Natalia Kills[4]
- 2NE1[5]

## Дискография лейбла

### The Black Eyed Peas
- 2003: Elephunk
- 2005: Monkey Business
- 2006: Renegotiations: The Remixes

### will.i.am
- 2005: Must B 21
- 2007: Songs About Girls
- 2012: #willpower

### Fergie
- 2006: The Dutchess

### Sérgio Mendes
- 2006: Timeless
- 2008: Encanto

### Macy Gray
- 2007: Big

### LMFAO
- 2009: Party Rock
- 2011: Sorry for Party Rocking

### Kelis
- 2010: Flesh Tone

### Natalia Kills
- 2011: Perfectionist